# Memphis, Tennessee
Memphis, Tennessee ist ein Lied von Chuck Berry aus dem Jahr 1959. In der von Johnny Rivers gesungenen Version erreichte es 1964 Platz 2 der Billboard-Hot-100-Charts in den Vereinigten Staaten sowie Platz 1 der deutschen Hitparade.

## Hintergrund
Memphis, Tennessee wurde im Juni 1959 als B-Seite der Single Back in the U.S.A. von Chuck Berry veröffentlicht. Die Veröffentlichung erfolgte bei Chess Records.Memphis, Tennessee ist ein Lied des Soundtracks des Films Go Johnny Go! Chuck Berrys Version erreichte 1964 in Großbritannien Platz 6 der Charts. In den Folgejahren wurde Memphis, Tennessee von verschiedenen Künstlern als Single veröffentlicht, Dave Berry & the Cruisers, Lonnie Mack und Johnny Rivers konnten sich in verschiedenen Charts platzieren.
Memphis, Tennessee gehörte auch zum Liverepertoire der Beatles, eine Veröffentlichung fand aber nicht zeitnah statt. Paul McCartney sagte zum Lied: „Wir gingen hoch ins Johns Zimmer und hörten uns auf seinem kleinen Plattenspieler die Songs von Chuck Berry an und versuchten, sie zu lernen. Ich weiß noch wie ich da oben Memphis, Tennessee übte.“

## Text
Der englische Text handelt von einem jungen Mann, der bei der Gesprächsvermittlung versucht, die Telefonnummer eines Mädchens herauszufinden. Im Laufe des Gesprächs stellt sich heraus, dass es sich bei dem Mädchen um die sechsjährige Tochter des Sängers handelt, von der er nach der Scheidung von seiner Frau getrennt ist.

## Aufnahme der Beatles
Der Manager der Beatles, Brian Epstein, konnte Mike Smith, einen Assistenten in der Abteilung A&R bei Decca Records, überzeugen, am 13. Dezember 1961 ein Konzert der Beatles im Cavern Club zu besuchen. Smith war von dem Auftritt so beeindruckt, dass er für den 1. Januar 1962 um 11 Uhr Probeaufnahmen ansetzte. Die Produktionsleitung der Decca Audition hatte Mike Smith in den Decca Studios, Broadhurst Gardens, London, inne, es gab pro Lied nur einen Take, aufgenommen wurde in Mono. Overdubs wurden nicht produziert und eine Abmischung fand nicht statt. Die Beatles spielten also quasi live – innerhalb einer Stunde nahmen sie 15 Lieder auf. Anfang Februar 1962 wurden die Beatles von Decca überraschenderweise abgelehnt. Am 10. September 1982 wurde in Großbritannien von Audiofidelity Enterprises Ltd. die Schallplatte The Complete Silver Beatles veröffentlicht. Das Album war bis zum Jahr 1988 legal erhältlich.
Die aufgenommene Studioversion von Memphis, Tennessee wurde bisher nicht wieder legal veröffentlicht.
Besetzung:
- John Lennon: Rhythmusgitarre, Gesang
- Paul McCartney: Bass, Hintergrundgesang
- George Harrison: Leadgitarre, Hintergrundgesang
- Pete Best: Schlagzeug

Für BBC Radio nahmen die Beatles unter Live-Bedingungen fünf weitere Fassungen von Memphis, Tennessee auf, von denen die Aufnahme vom 10. Juli 1963 Studio Two, Aeolian Hall, London auf dem Album Live at the BBC am 28. November 1994 erschien.
Die Aufnahme vom 7. September 1963, im BBC Playhouse Theatre, London eingespielt, erschien auf dem Album On Air – Live at the BBC Volume 2 am 8. November 2013.

## Weitere Coverversionen
Das Lied wurde oft gecovert, so von Elvis Presley, The Animals, Paul Anka, Count Basie, The Dave Clark Five, Bo Diddley, Jerry Lee Lewis, Roy Orbison und vielen anderen. Die deutsche Version mit dem von Lilibert geschriebenen Text stammt von Bernd Spier, war ein Nummer-eins-Hit in Deutschland und hielt sich sieben Wochen in den Charts.